# Malvättungsbottnen
Malvättungsbottnen är en fjärd i Finland.   Den ligger i landskapet Österbotten, i den västra delen av landet, 400 km nordväst om huvudstaden Helsingfors.
Malvättungsbottnen börjar vid Högskärsvikens mynning mellan Kåtören och Fjärdsgrund och fortsätter mot sydväst förbi Långbådan, Storstenören, Yttre Långbådan, Östra Malvättungarna och Västra Kalvholmsgrund för att mynna ut i Porten som är en del av Gloppet.